# Bistum Paranavaí
Das Bistum Paranavaí (lat.: Dioecesis Paranavaiensis) ist eine in Brasilien gelegene römisch-katholische Diözese mit Sitz in Paranavaí.
Das Bistum umfasst die folgenden Gemeinden des brasilianischen Bundesstaates Paraná: Paranavaí, Adhemar de Barros, Alto Paraná, Amaporã, Diamante do Norte, Guairaçá, Itaúna do Sul, Loanda, Marilena, Mirador, Nova Londrina, Paraíso do Norte do Paraná Planaltina, Puerto Rico, dies Querência Norte, Santa Cruz do Monte Castelo, Santa Isabel Ivaí, Santa Monica zu tun, Santo Antonio Caiuá tun, São Carlos Ivaí tun, São José Ivaí, São Pedro do Paraná, Tamboara und Terra Rica.

## Geschichte
Papst Paul VI. gründete das Bistum mit der Apostolischen Konstitution Nil gratius am 20. Januar 1968 aus Gebietsabtretungen des Bistums Maringá und wurde dem Erzbistum Curitiba als Suffragandiözese unterstellt wurde.
Am 31. Oktober 1970 wurde es Teil der Kirchenprovinz des Erzbistums Londrina. Am 16. Oktober wurde 1979  wurde es Teil der Kirchenprovinz des Erzbistums Maringá.

## Bischöfe von Paranavaí
- Benjamin de Souza Gomes (11. März 1968 – 12. Oktober 1985)
- Rubens Augusto de Souza Espínola (12. Oktober 1985 – 3. Dezember 2003)
- Sérgio Aparecido Colombo (3. Dezember 2003 – 16. September 2009, dann Bischof von Bragança Paulista)
- Geremias Steinmetz (5. Januar 2011 – 14. Juni 2017, dann Erzbischof von Londrina)
- Mário Spaki (seit 25. April 2018)